# Jaime Bergman
Jaime Bergman Boreanaz (Salt Lake City, 1975. szeptember 23. –) amerikai modell és színésznő.
1999 januárjában a Playboy magazin 45. évfordulós számában a hónap Playmate-je volt. A magazinokban való megjelenése mellett több Playboy-videóban is feltűnt.

## Élete
Bergman a Utah állambeli Salt Lake Cityben született. 2001. november 24-én ment hozzá David Boreanaz színészhez. Van egy fiuk, Jaden Rayne (2002. május 1-jén) és egy lányuk (2009), akinek később megváltoztatták a nevét.
2010-ben Boreanaz beismerte, hogy házasságon kívüli viszonya volt Rachel Uchitelrel, ugyanazzal a nővel, akivel Tiger Woodsnak állítólag viszonya volt, miközben nős volt. Boreanaz viszonyának idején Bergman a férfi kislányával volt várandós.
2013-ban Valentin-napra legálisan megváltoztatta a vezetéknevét Boreanaz-ra, hogy megajándékozza férjét és gyermekeit.
2013-ban Jaime, David és barátaik, Melissa és Aaron Ravo elindították a Chrome Girl nevű körömlakkcsaládot. A két feleség vezeti a mindennapos működést, míg a férjük segíti a teljes üzletet.

## Pályafutása
1999-ben Bergman volt a St. Pauli Girl sörmárka első Playmate nemzeti szóvivője. Emellett a Prudential ingatlanügynökeként is dolgozott.
2000 és 2002 között Bergman játszotta "B. J. Cummings" karakterét Howard Stern Baywatch paródiájában, a Tengerparti fenegyerekben. 2000 júliusában a Playboy címlapján és egy új meztelen képsorozatban jelent meg, hogy népszerűsítse a műsort. 

## Filmográfia

### Film
| Év   | Magyar cím            | Eredeti cím                        | Szerep                   | Megjegyzések                    |
| ---- | --------------------- | ---------------------------------- | ------------------------ | ------------------------------- |
| 1999 | Minden héten háború   | Any Given Sunday                   | partilány                |                                 |
| 1999 |                       | Speedway Junky                     | bombázó                  |                                 |
| 2000 | Pánik a föld alatt    | Daybreak                           | Suzy                     |                                 |
| 2000 | Tolvajtempó           | Gone in 60 Seconds                 | szőke nő a Drag Race-ben |                                 |
| 2001 | Bújj, bújj, gonosz!   | Soulkeeper                         | szőkeség                 |                                 |
| 2001 |                       | Virgins                            | Melissa                  |                                 |
| 2003 | Vérszomjas szörnyeteg | Dark Wolf                          | McGowan                  |                                 |
| 2003 | Pauly Shore halott    | Pauly Shore Is Dead                | Zoey Abernacky           |                                 |
| 2004 | Boa vs. piton         | Boa vs. Python                     | Monica Bonds             | - magyar hangja: - Pikali Gerda |
| 2004 |                       | DysEnchanted                       | Alice                    | rövidfilm                       |
| 2009 |                       | Screwball: The Ted Whitfield Story | Kim Dominguez            |                                 |

### Televízió
| Év        | Magyar cím             | Eredeti cím              | Szerep          | Megjegyzések                               |
| --------- | ---------------------- | ------------------------ | --------------- | ------------------------------------------ |
| 1999      | Szerelemhajó           | Love Boat: The Next Wave | nő              | 1 epizód                                   |
| 1999      | Beverly Hills 90210    | Beverly Hills, 90210     | Trish Jansen    | 1 epizód                                   |
| 2000      | Nyerő Hármas           | Shasta McNasty           | lány            | 1 epizód                                   |
| 2000      |                        | Brutally Normal          | Merrill         | 1 epizód                                   |
| 2000–2002 | Tengerparti fenegyerek | Son of the Beach         | BJ Cummings     | - 42 epizód - magyar hangja: - Mezei Kitty |
| 2002      | Dawson és a haverok    | Dawson's Creek           | Denise          | 1 epizód                                   |
| 2003      |                        | Knee High P.I.           | Candi MacIntyre | tévéfilm                                   |
| 2004      | Angel                  | Angel                    | Amanda          | 1 epizód                                   |
| 2004      | Minden relatív         | It's All Relative        | Sasha           | 1 epizód                                   |
| 2017      | Dr. Csont              | Bones                    | Dawn Skaggs     | 1 epizód                                   |

## Fordítás
- Ez a szócikk részben vagy egészben  a   Jaime Bergman című angol Wikipédia-szócikk fordításán alapul.  Az eredeti cikk szerkesztőit annak laptörténete sorolja fel. Ez a jelzés csupán a megfogalmazás eredetét és a szerzői jogokat jelzi, nem szolgál a cikkben szereplő információk forrásmegjelöléseként.